# 江燕 (赛艇运动员)
江燕（1989年1月10日—），中国女子赛艇运动员，2014年世界赛艇锦标赛女子四人双桨银牌得主、2015年亚洲赛艇锦标赛女子四人双桨金牌得主、2018年亚洲运动会女子双人双桨金牌得主。